# Fabio Gadea Mantilla
Fabio Gadea Mantilla (* 9. November 1931 in Ocotal) ist ein nicaraguanischer Politiker und Journalist.

## Leben
Mantilla war nach seiner Schulzeit als Journalist in Nicaragua tätig. Er war Mitgründer des privaten Radiosenders Radio Corporácion. Von 2004 bis 2005 war er Parlamentssprecher des Zentralamerikanischen Parlamentes. Im November 2011 war Mantilla unabhängiger Kandidat bei der Präsidentschaftswahl in Nicaragua.